# Idia julia
Idia julia là một loài bướm đêm thuộc họ Noctuidae. Nó được tìm thấy ở miền nam Canada phía nam đến Georgia và Texas.
Sải cánh dài khoảng 17 mm. There is one generation ở phía bắc và multiple generations in the south.
Ấu trùng ăndetritus, bao gồm dead leaves.